# 美しき日本 百の風景
美しき日本 百の風景（うつくしきにほんひゃくのふうけい）は、2002年から2003年にかけてNHKデジタル衛星ハイビジョンで初回放送された自然紀行番組。NHK総合テレビ・NHKワールドTVで再放送された。NHKワールドTVでは二か国語放送。NHKオンデマンドで一部放送分が配信中。

## 概要
日本各地の景勝地などを世界中の民族音楽とともに紹介する。

## テーマ曲
- 「流象天遊」Yae